# Chievo (Verona)
Chievo ist eine Fraktion der italienischen Gemeinde Verona in der Region Venetien. Der Ortsteil von Verona liegt im Westen der Stadt, vier Kilometer von der Stadtmitte entfernt und hat 4500 Einwohner. Er ist insbesondere durch den Fußballverein Chievo Verona bekannt, der auch in der Serie A spielte.

## Geschichte
Pastoral- und landwirtschaftliche Aktivitäten reichen zurück bis in die vorrömische Zeit der keltischen Siedler. Im 12. Jahrhundert hatte Chievo eine Kirche, ein Krankenhaus und eine Festung, in der Friedrich I. einige Nächte verbracht hat. Die Corte Bionde ist das am besten erhaltene Gebäude aus mittelalterlicher Zeit. Um 1450 zog das Dorf etwa 100 Meter näher zu Verona aufgrund des besseren Klimas und der Vegetation. Die eigentliche Pfarrkirche mit einem Reliquienschrein wurde in dieser Zeit gebaut. Im Jahr 1892 wurden die zehn Kirchenglocken im Stil der Veroneser Kunst gegossen und sind auch heute noch erhalten.

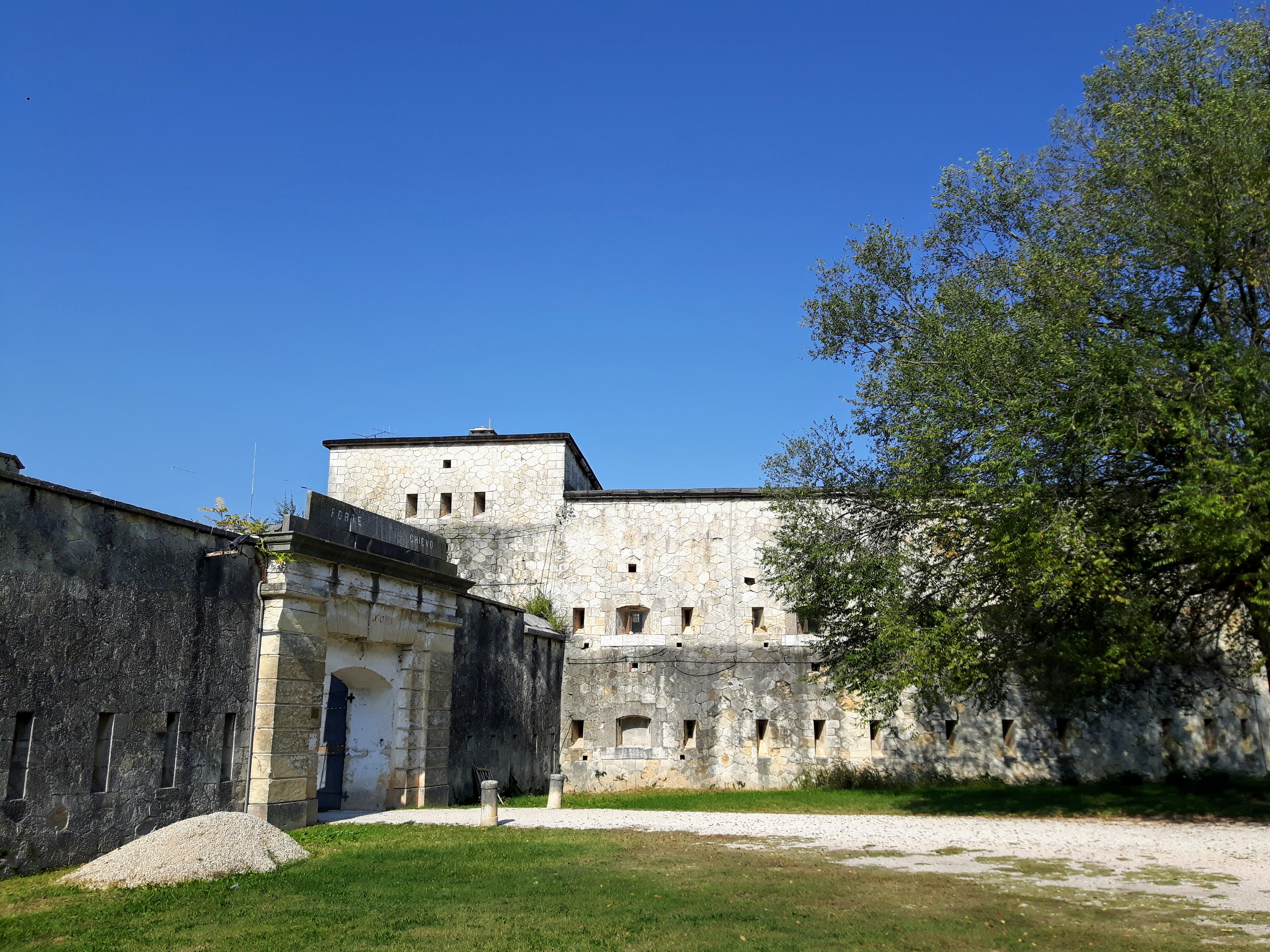
Forte Chievo – Werk Kaiser Franz Josef
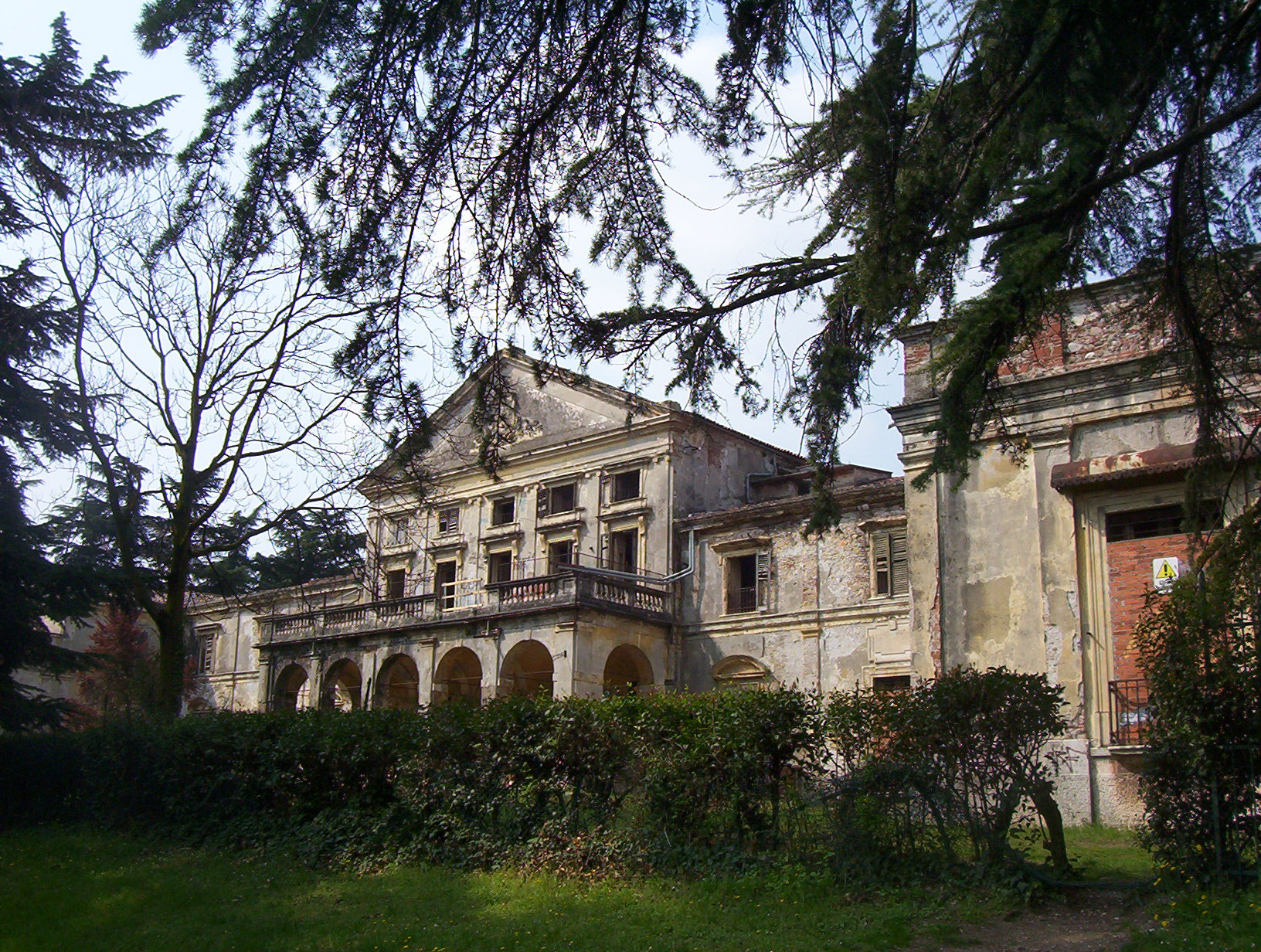
Villa Marioni Pullè
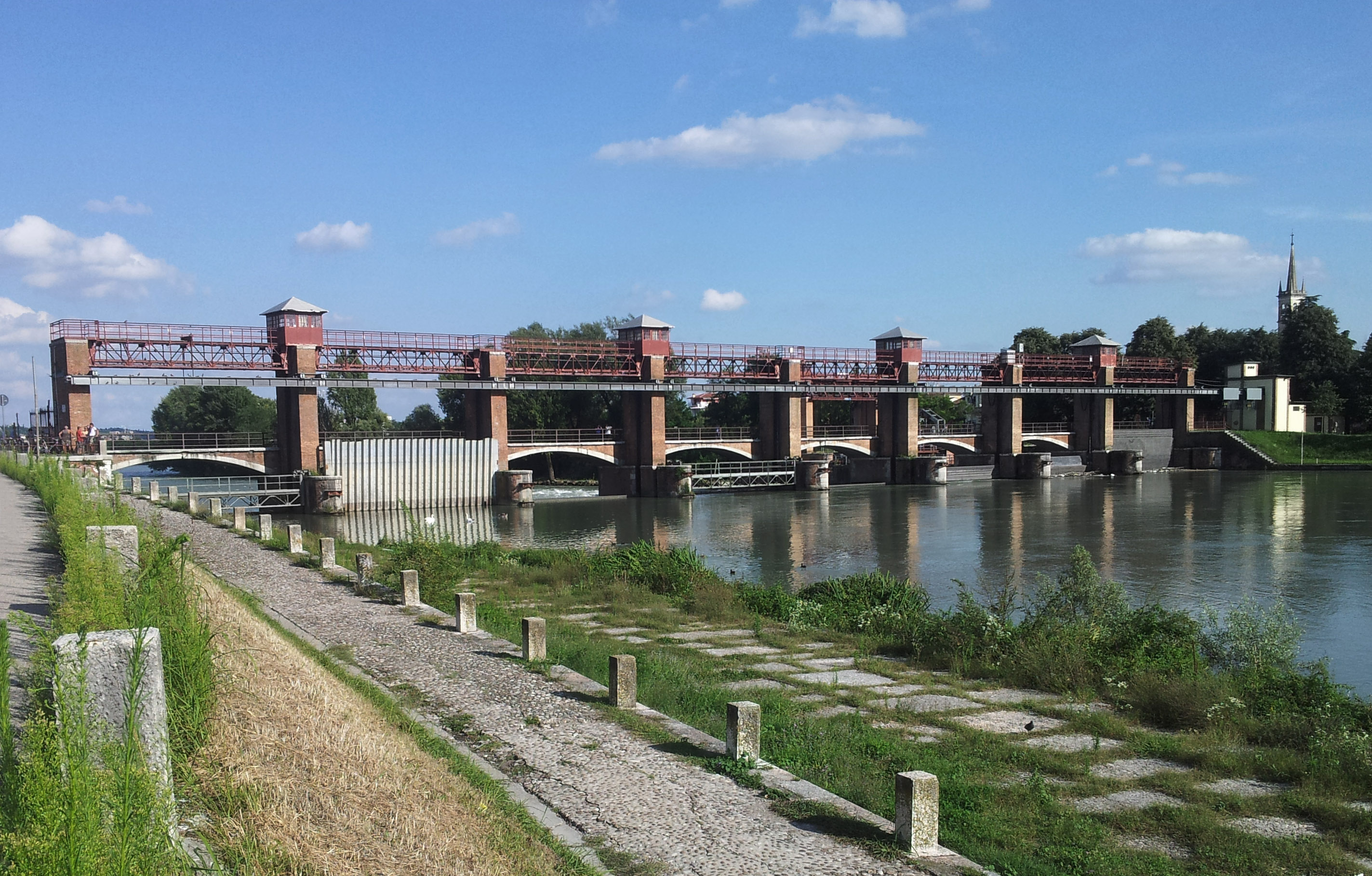
Etschbrücke und Wehr